# Fulacunda (sektor)
Fulcunda är en sektor i Guinea-Bissau.   Den ligger i regionen Quinara, i den centrala delen av landet, 50 km öster om huvudstaden Bissau.